# Litoria nyakalensis
Litoria nyakalensis је водоземац из реда жаба и фамилије Hylidae.

## Угроженост
Ова врста је крајње угрожена и у великој опасности од изумирања.

## Распрострањење
Аустралија је једино познато природно станиште врсте.
Популација ове врсте се смањује, судећи по расположивим подацима.

## Станиште
Природно станиште се налази од 380 до 1.020 метара надморске висине. 
Станишта врсте су шуме и слатководна подручја.